# Terraformace

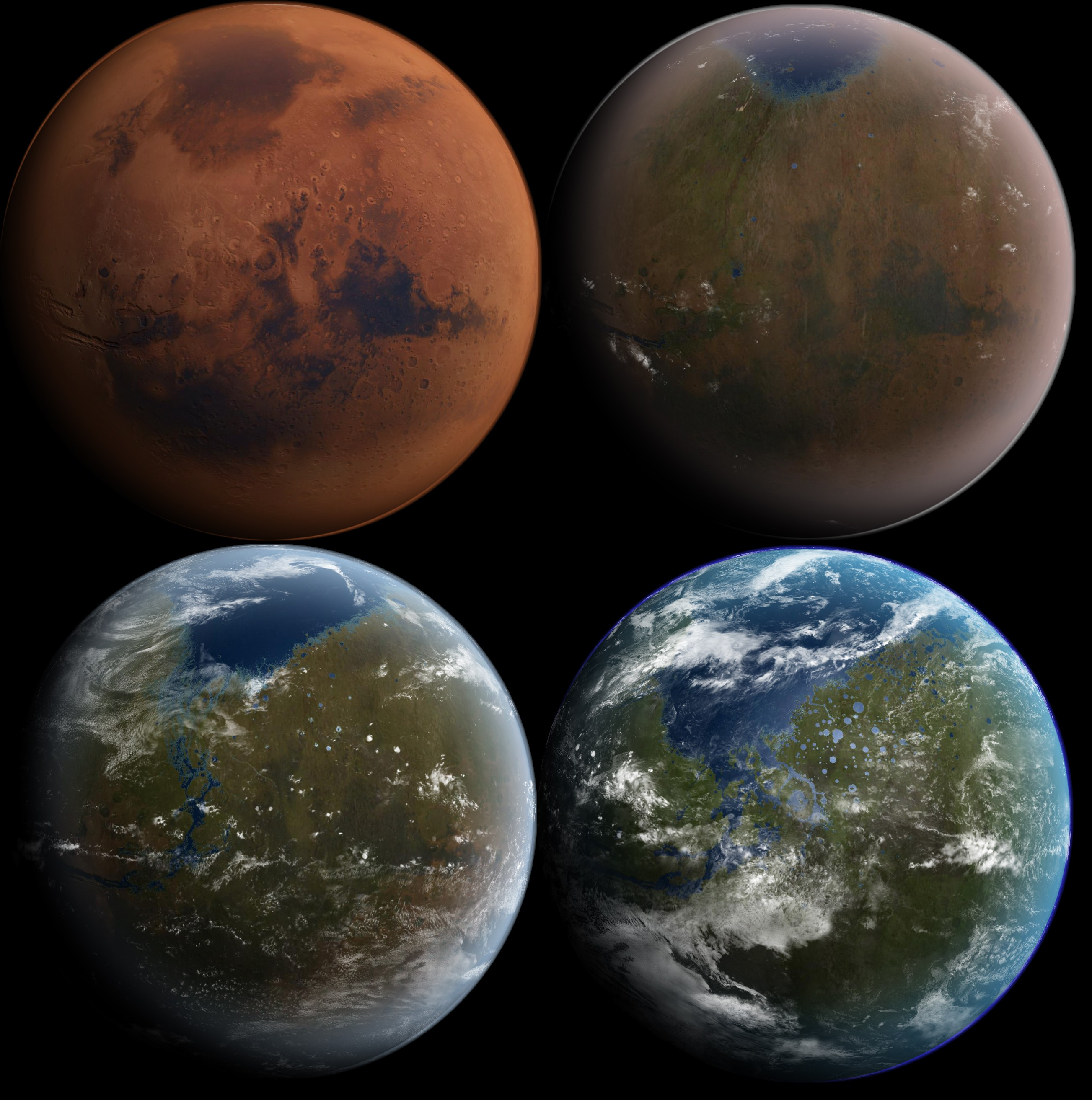
Představa terraformace Marsu

Terraformace či teraformace (terra - lat. Země, terraformace je česky pozemšťování) označuje též někdy i planetární inženýrství, avšak ve skutečnosti se jedná o jeden z jeho typů. Je to globální děj, při kterém dochází k záměrné přeměně atmosféry, teploty a přírodních podmínek přirozeného vesmírného tělesa (planety, popř. měsíce) za účelem co nejvíce přiblížit podmínky, které na něm panují, těm na Zemi a učinit ho obyvatelný lidmi. Obecně se dá říci, že se jedná o přeměnu (formování) nehostinných faktorů na hodnoty snesitelné pro lidský organismus. Některé planety jsou pro terraformaci vhodné (terestrické) a některé ne (plynní obři; pozemský Měsíc, jelikož nemá atmosféru).
V dnešní době je terraformace spíše vědecká myšlenka, se kterou se počítá při přeměně některých planet při lidské expanzi do vesmíru. Dnešním nejžhavějším kandidátem je planeta Mars, u které se plánuje zvýšení teploty její atmosféry pomocí umělého skleníkového efektu vypouštěním skleníkových plynů do ovzduší. Přesto je terraformace Marsu s dnešní technologií nemožná. Naopak, u planet jako je Venuše by bylo potřeba teplotu snížit – například pomocí vhodně umístěné solární clony (globální stmívání) a nebo pomocí posílení místního skleníkového efektu nechat příliš hustou atmosféru „vyvařit“. Z vnějších planet nebo měsíců Sluneční soustavy se jako vážný kandidát na terraformaci jeví Jupiterův měsíc Europa, neboť se pod jejím povrchem s velkou pravděpodobností nachází voda v kapalném stavu.
V současnosti je známo dostatečné množství teoretických postupů, jak terraformaci řešit, ale ani jeden projekt není nejspíše zatím v realizačních možnostech lidstva (popř. jej není schopno vyřešit v dostatečně krátké době) a tak se při terraformaci pohybujeme spíše v rozmezí spekulací.

## Etymologie
Pojem „terraforming“ byl pravděpodobně vytvořen ve sci-fi příběhu publikovaném v roce 1942 v Astounding Science Fiction, ale skutečný koncept přesahuje tuto práci. Povídka Olafa Stapletona Last and First Men (1930) poskytuje příklad. Planeta Venuše je v ní změněna po dlouhé a destruktivní válce s původními obyvateli planety.

## Terraformace v literatuře
- Rudý Mars - Kim Stanley Robinson (trilogie o kolonizaci Marsu. Detailně popsán proces terraformace.)